# 珍菊降压片
珍菊降压片，是一款中国自主研发的，由野菊花膏粉、珍珠层粉、盐酸可乐定、氢氯噻嗪、芦丁五类成分组成的化学合成类抗高血压药物。

## 研发历史
珍菊降压片是1970年代由上海市中药制药三厂与上海市高血压研究所等单位联合研制而成。 该药以西药可乐定与氢氯噻嗪为主以及芦丁，再结合了中药中具有降压功能的野菊花膏粉、珍珠层粉，是中国目前常用的降压药物，尤其是华东地区，在社区诊所和各级医院应用非常广泛。珍菊降压片在上海使用情况一直很好，分别列上海市48家医院使用抗高血压药物通用名2002年度的第8位和2003年度的第9位。

## 药理
可乐定为中枢性α2肾上腺素受体激动剂，以刺激α肾上腺素能受体，导致交感神经从中枢神经系统的传出减少，达到降低外周血管阻力(total peripheral resistance)与肾血管阻力的作用，再结合氢氯噻嗪噻嗪类利尿剂产生降压效果。芦丁内含黄酮苷，可扩大小血管、改善毛细血管壁通透性。
野菊花膏粉和珍珠层粉则为中药，具有降压的辅助功效。珍珠层粉能清肝明目、安神定惊；野菊花膏粉能平肝降压、清热解毒。
市场上生产的珍菊降压片，一般每片含有盐酸可乐定0.03mg、氢氯噻嗪5mg、芦丁20mg、野菊花膏粉1000mg和珍珠层粉100mg。

## 不良反应
可乐定有着较多的副作用，如头痛、心动过缓、体位性低血压等，西医中已不将此药作为一线抗高血压药使用。脑血管病、冠心病患者以及孕妇皆不宜服用。 
虽然可乐定有着较多的副作用，但是珍菊降压片是由三种低剂量的西药以及两种中药组成的复方药，药片将每一味药的不良反应降至一定限度内，不良反应表现并不突出，但对长期无法将血压控制在正常值内的顽固性高血压不能以加大剂量来进行降压治疗。
珍菊降压片单用或与其它降压药物联合使用能够有效降低血压，但作为一个传统的短效复方制剂，它必须每天多次服用，每日至少3次。目前尚没有明确的证据显示珍菊降压片具有靶器官保护作用或者能够降低心脑血管并发症的发生率。

## 临床研究
珍菊降压片的临床试验将社区老年高血压患者随机分为治疗组80例；对照组40例，给1964年由上海市高血压研究所研制的复方降压片治疗。服药8周，观察两组降压疗效、血液流变学改变及动态血压(ABPM)指标变化作对照分析。结果：治疗组降压总有效率为85％，对照组总有效率为65％，两组疗效有非常显著性差异。血液流变学对比两组治疗后(P<0.05)有显著性差异。ABPM观察两组dSBP、nASBP、dDBP、nDBP指标对比(P<0．05)有显著性差异。对有异常血压昼夜节律的逆转观察，治疗组的逆转率为60.41％，而对照组为33.33％(P<0．01)有非常显著性差异。